# 日立造船マリンエンジン
日立造船マリンエンジン株式会社（ひたちぞうせんマリンエンジン）は、熊本県玉名郡長洲町に本社を置く企業。カナデビアの連結子会社である。カナデビアは2024年10月1日に日立造船から商号変更したが、日立造船マリンエンジンについては「日立造船の伝統と技術を船用エンジン分野で引き継いでいく」として変更を行っていない。

## 事業所
- 本社・工場 - 熊本県玉名郡長洲町大字有明1番地
- 大阪事業所 - 大阪府大阪市住之江区南港北1丁目7番89号
- 東京事業所 - 東京都品川区南大井6-26-3 大森ベルポートD館
- シンガポール事業所 - 2 Venture Drive #19-28 VISION EXCHANGE Singapore 608526
- 台湾事務所 - 台湾台北市中山北路2段96号嘉新大樓902室

## 沿革
- 2022年11月 - 「ヒッツ舶用原動機設立準備株式会社」設立[2]。
- 2023年4月 - 「日立造船マリンエンジン株式会社」に商号変更。日立造船の舶用原動機事業を継承し、事業開始[3]。第三者割当増資により今治造船が株式35%を取得し資本参加[3]。